# Natalie Grandin
Natalie Grandin (née le 27 février 1981 à East London) est une joueuse de tennis sud-africaine, professionnelle de 1999 à 2013.
Elle s'est essentiellement illustrée en double dames, spécialité dans laquelle elle a atteint douze finales sur le WTA Tour et remporté vingt-cinq titres sur le circuit ITF. En septembre 2011, elle remporte son premier titre WTA dans cette discipline, à l'Open de Corée, aux côtés de Vladimíra Uhlířová.

## Palmarès

### Titre en double dames
| No | Date       | Nom et lieu du tournoi  | Catégorie | Dotation  | Surface    | Partenaire         | Finalistes                       | Score     |          |
| -- | ---------- | ----------------------- | --------- | --------- | ---------- | ------------------ | -------------------------------- | --------- | -------- |
| 1  | 19/09/2011 | Hansol Korea Open Séoul | Intern'l  | 220 000 $ | Dur (ext.) | Vladimíra Uhlířová | Vera Dushevina Galina Voskoboeva | 7-65, 6-4 | Parcours |

### Finales en double dames
| No | Date       | Nom et lieu du tournoi                  | Catégorie | Dotation    | Surface      | Vainqueures                          | Partenaire         | Score             |          |
| -- | ---------- | --------------------------------------- | --------- | ----------- | ------------ | ------------------------------------ | ------------------ | ----------------- | -------- |
| 1  | 26/09/2005 | Hansol Korea Tennis Championships Séoul | Tier IV   | 140 000 $   | Dur (ext.)   | Chan Yung-Jan Chuang Chia-Jung       | Jill Craybas       | 6-2, 6-4          | Parcours |
| 2  | 11/09/2006 | Wismilak International Bali             | Tier III  | 225 000 $   | Dur (ext.)   | Lindsay Davenport Corina Morariu     | Trudi Musgrave     | 6-3, 6-4          | Parcours |
| 3  | 09/10/2006 | PTT Open Bangkok                        | Tier III  | 200 000 $   | Dur (ext.)   | Vania King Jelena Kostanić           | Mariana Díaz-Oliva | 7-5, 2-6, 7-5     | Parcours |
| 4  | 10/09/2007 | C. Bank Tennis Classic Bali             | Tier III  | 225 000 $   | Dur (ext.)   | Ji Chunmei Sun Shengnan              | Jill Craybas       | 6-3, 6-2          | Parcours |
| 5  | 04/01/2010 | ASB Classic Auckland                    | Intern'l  | 220 000 $   | Dur (ext.)   | Cara Black Liezel Huber              | Laura Granville    | 7-64, 6-2         | Parcours |
| 6  | 20/09/2010 | Hansol Korea Open Séoul                 | Intern'l  | 220 000 $   | Dur (ext.)   | Julia Görges Polona Hercog           | Vladimíra Uhlířová | 6-3, 6-4          | Parcours |
| 7  | 25/04/2011 | Barcelona Ladies Open Barcelone         | Intern'l  | 220 000 $   | Terre (ext.) | Iveta Benešová B. Z. Strýcová        | Vladimíra Uhlířová | 5-7, 6-4, [11-9]  | Parcours |
| 8  | 16/05/2011 | Internationaux de Strasbourg Strasbourg | Intern'l  | 220 000 $   | Terre (ext.) | Akgul Amanmuradova Chuang Chia-Jung  | Vladimíra Uhlířová | 6-4, 5-7, [10-2]  | Parcours |
| 9  | 04/07/2011 | Poli-Farbe Grand Prix Budapest          | Intern'l  | 220 000 $   | Terre (ext.) | Anabel Medina Alicja Rosolska        | Vladimíra Uhlířová | 6-2, 6-2          | Parcours |
| 10 | 15/08/2011 | Western & Southern Open Cincinnati      | Premier 5 | 2 050 000 $ | Dur (ext.)   | Vania King Yaroslava Shvedova        | Vladimíra Uhlířová | 6-4, 3-6, [11-9]  | Parcours |
| 11 | 21/05/2012 | Internationaux de Strasbourg Strasbourg | Intern'l  | 220 000 $   | Terre (ext.) | Olga Govortsova Klaudia Jans-Ignacik | Vladimíra Uhlířová | 6-74, 6-3, [10-3] | Parcours |

## Parcours en Grand Chelem

### En simple
N'a jamais participé à un tableau final.

### En double dames
| Année | Open d'Australie             | Open d'Australie           | Internationaux de France      | Internationaux de France    | Wimbledon                     | Wimbledon                   | US Open                       | US Open                    |
| ----- | ---------------------------- | -------------------------- | ----------------------------- | --------------------------- | ----------------------------- | --------------------------- | ----------------------------- | -------------------------- |
| 2001  | -                            | -                          | -                             | -                           | 2e tour (1/16) Dawn Buth      | B. Rittner María Vento      | -                             | -                          |
| 2002  | 3e tour (1/8) A. van Exel    | C. Martínez Magüi Serna    | 1er tour (1/32) A. van Exel   | K. Boogert M. Oremans       | 1er tour (1/32) A. van Exel   | Rika Fujiwara Ai Sugiyama   | 1er tour (1/32) Jasmin Wöhr   | S. Asagoe Nana Miyagi      |
| 2003  | 1er tour (1/32) A. Augustus  | Silvia Farina T. Garbin    | 1er tour (1/32) De Villiers   | M. Bartoli M. Casanova      | 2e tour (1/16) De Villiers    | N. Dechy Émilie Loit        | 1er tour (1/32) K. Marosi     | Tina Križan K. Srebotnik   |
| 2004  | -                            | -                          | -                             | -                           | 1er tour (1/32) A. Augustus   | V. Ruano Paola Suárez       | -                             | -                          |
| 2005  | 1er tour (1/32) C. Granados  | J. Janković Anikó Kapros   | -                             | -                           | 1er tour (1/32) Claire Curran | Nadia Petrova Shaughnessy   | -                             | -                          |
| 2006  | -                            | -                          | -                             | -                           | 2e tour (1/16) Mariana Díaz   | A.-L. Grönefeld Shaughnessy | -                             | -                          |
| 2007  | 1er tour (1/32) Camille Pin  | Lisa Raymond S. Stosur     | 2e tour (1/16) L. Granville   | Květa Peschke Rennae Stubbs | 1er tour (1/32) Camille Pin   | Anabel Medina V. Ruano      | 1er tour (1/32) K. Zakopalová | T. Garbin Shahar Peer      |
| 2008  | -                            | -                          | 3e tour (1/8) Raquel Kops     | Chan Yung-Jan Chuang C.J.   | 1er tour (1/32) T. Pironkova  | Cara Black Liezel Huber     | 1er tour (1/32) A. Wozniak    | A. Kleybanova E. Makarova  |
| 2009  | 2e tour (1/16) S. Arvidsson  | Květa Peschke Lisa Raymond | 1er tour (1/32) Melinda Czink | Cara Black Liezel Huber     | 1er tour (1/32) Melinda Czink | A.-L. Grönefeld Vania King  | 1er tour (1/32) Melinda Czink | O. Govortsova Kudryavtseva |
| 2010  | 2e tour (1/16) Melinda Czink | A. Kleybanova F. Schiavone | 1er tour (1/32) A. Spears     | Alizé Cornet Aravane Rezaï  | 1er tour (1/32) A. Spears     | Sara Errani Roberta Vinci   | 1er tour (1/32) A. Spears     | E. Gallovits Klaudia Jans  |
| 2011  | 1/4 de finale V. Uhlířová    | Gisela Dulko F. Pennetta   | 3e tour (1/8) V. Uhlířová     | Květa Peschke K. Srebotnik  | 2e tour (1/16) V. Uhlířová    | D. Hantuchová A. Radwańska  | 1er tour (1/32) V. Uhlířová   | Kudryavtseva E. Makarova   |
| 2012  | 2e tour (1/16) V. Uhlířová   | I.-C. Begu M. Niculescu    | 2e tour (1/16) V. Uhlířová    | Chan H.C. Chan Yung-Jan     | 3e tour (1/8) V. Uhlířová     | A. Hlaváčková L. Hradecká   | 3e tour (1/8) V. Uhlířová     | A. Hlaváčková L. Hradecká  |
| 2013  | 3e tour (1/8) V. Uhlířová    | A. Barty C. Dellacqua      | 1er tour (1/32) V. Uhlířová   | Nadia Petrova K. Srebotnik  | 2e tour (1/16) V. Uhlířová    | Sara Errani Roberta Vinci   | 1er tour (1/32) Darija Jurak  | Raquel Kops A. Spears      |

Sous le résultat, la partenaire ; à droite, l’ultime équipe adverse.

### En double mixte
| Année | Open d'Australie            | Open d'Australie            | Internationaux de France    | Internationaux de France | Wimbledon                    | Wimbledon                   | US Open                   | US Open                    |
| ----- | --------------------------- | --------------------------- | --------------------------- | ------------------------ | ---------------------------- | --------------------------- | ------------------------- | -------------------------- |
| 2002  | -                           | -                           | -                           | -                        | 1er tour (1/32) Petr Luxa    | W. Prakusya David Adams     | -                         | -                          |
| 2003  | -                           | -                           | -                           | -                        | 1er tour (1/32) M. Wakefield | S. Reeves M. Rodríguez      | -                         | -                          |
| 2011  | -                           | -                           | -                           | -                        | 2e tour (1/16) Ashley Fisher | Chan Yung-Jan Daniel Nestor | 2e tour (1/8) J.-J. Rojer | O. Govortsova M. Matkowski |
| 2012  | 1er tour (1/16) J.-J. Rojer | Sania Mirza M. Bhupathi     | 1/4 de finale Paul Hanley   | Klaudia Jans S. González | 1er tour (1/32) Scott Lipsky | Laura Robson D. Inglot      | -                         | -                          |
| 2013  | 1er tour (1/16) Rajeev Ram  | D. Hantuchová Fabio Fognini | 1/4 de finale Filip Polášek | L. Hradecká F. Čermák    | 2e tour (1/16) S. González   | A.-L. Grönefeld A. Peya     | -                         | -                          |

Sous le résultat, le partenaire ; à droite, l’ultime équipe adverse.

## Parcours en «Premier Mandatory» et «Premier 5»
Découlant d'une réforme du circuit WTA inaugurée en 2009, les tournois WTA « Premier Mandatory » et « Premier 5 » constituent les catégories d'épreuves les plus prestigieuses, après les quatre levées du Grand Chelem.

### En double dames
N.B. : le nom de la partenaire se trouve sous le résultat ; le nom des ultimes adversaires se trouve à droite.

## Parcours en Fed Cup
| #                                                                               | Date       | Lieu   | Surface    | Gagnante(s)                      | Perdante(s)                    | Score         |          |
|                                                                                 |            |        |            |                                  |                                |               |          |
| 2003 - Barrage (groupe mondial I) - Afrique du Sud - République tchèque - 1 : 4 |            |        |            |                                  |                                |               |          |
| 1                                                                               | 19/07/2003 | Durban | Dur (ext.) | Klára Koukalová                  | Natalie Grandin                | 7-5, 6-3      | Parcours |
| 1                                                                               | 19/07/2003 | Durban | Dur (ext.) | Klára Koukalová Barbora Strýcová | Natalie Grandin Nicole Rencken | 2-6, 6-4, 6-1 | Parcours |

## Classements WTA en fin de saison

### En simple
| Année | 1999 | 2000 | 2001 | 2002 | 2003 | 2004 | 2005 | 2006 | 2007 | 2008 | 2009 | 2010 | 2011 | 2012 | 2013 |
| Rang  | 517  | 336  | 239  | 272  | 150  | 180  | 159  | 248  | 203  | 235  | 383  | 537  | 768  | 1067 | 746  |

Source : (en) « Classements de Natalie Grandin », sur le site officiel du WTA Tour

### En double
| Année | 1999 | 2000 | 2001 | 2002 | 2003 | 2004 | 2005 | 2006 | 2007 | 2008 | 2009 | 2010 | 2011 | 2012 | 2013 |
| Rang  | 352  | 168  | 158  | 94   | 152  | 125  | 109  | 77   | 88   | 82   | 78   | 51   | 24   | 41   | 88   |

Source : (en) « Classements de Natalie Grandin », sur le site officiel du WTA Tour